# Boxe aux Jeux africains de 1973
Navigation
Édition précédente Édition suivante
Les compétitions de boxe anglaise de la 2e édition des Jeux africains se sont déroulées du 7 au 18 janvier 1973 à Lagos, Nigeria.

## Résultats

### Podiums
| Catégories                    | Or                 | Argent            | Bronze                              |
| Poids mi-mouches (-48 kg)     | James Odwori       | Young Chucks      | Samuel Eke Peter Retel              |
| Poids mouches (-51 kg)        | Timothy Feruka     | Isaac Kuria Maina | Kwao Kulehu Kulicho Taye            |
| Poids coqs (-54 kg)           | Daniel Omolo       | Habibu Kinyogoli  | Yahia Farraji John Ugowu            |
| Poids plumes (-57 kg)         | George Oduori      | Eddie Ndukwu      | Abdelkader Boukettaya Ayub Kalule   |
| Poids légers (-60 kg)         | Ibrahim Abdullamin | Peter Odhiambo    | Robert Rakatontabe Godfrey Mwamba   |
| Poids super-légers (-63,5 kg) | Obisia Nwakpa      | Issaka Daboré     | Bechir Boundka Mohamed Muruli       |
| Poids welters (-67 kg)        | Bella Sadio Barry  | Emma Ankudey      | Djamel Laib Joe Mensah              |
| Poids super-welters (-71 kg)  | Loucif Hamani      | Moussa Abouk      | Ricky Barnor David Attan            |
| Poids moyens (-75 kg)         | Peter Dula         | John Opio         | Mohamed Missouri Lambeth            |
| Poids mi-lourds (-81 kg)      | Isaac Ikhouria     | Matthias Ouma     | Soustel Allognon Abdallah Abdulahal |
| Poids lourds (+81 kg)         | Fatai Ayinla       | Mohamed Mahom     | Xavier Yian Joe Kalala              |

### Tableau des médailles
| Place | Pays              | Médaille d'or, Afrique | Médaille d'argent, Afrique | Médaille de bronze, Afrique | Total |
| ----- | ----------------- | ---------------------- | -------------------------- | --------------------------- | ----- |
| 1     | Nigeria           | 3                      | 1                          | 4                           | 8     |
| 2     | Ouganda           | 2                      | 4                          | 2                           | 7     |
| 3     | Kenya             | 2                      | 1                          | 2                           | 6     |
| 4     | Soudan            | 1                      | 1                          | 1                           | 3     |
| 5     | Algérie           | 1                      | 0                          | 4                           | 5     |
| 6     | Zambie            | 1                      | 0                          | 1                           | 2     |
| 7     | Guinée            | 1                      | 0                          | 0                           | 1     |
| 8     | Ghana             | 0                      | 2                          | 3                           | 5     |
| 9     | Niger             | 0                      | 1                          | 0                           | 1     |
| 9     | Tanzanie          | 0                      | 1                          | 0                           | 1     |
| 11    | Madagascar        | 0                      | 0                          | 1                           | 1     |
| 11    | Tunisie           | 0                      | 0                          | 1                           | 1     |
| 11    | Dahomey           | 0                      | 0                          | 1                           | 1     |
| 11    | Cameroun          | 0                      | 0                          | 1                           | 1     |
| 11    | Éthiopie          | 0                      | 0                          | 1                           | 1     |
| Total | 15 pays médaillés | 11                     | 11                         | 22                          | 44    |

## Source
- "Almanach du sport 1956-1975", édité par le journal "Le Sport", Tunis, 1973. Pages 313-314.